# カレン民族防衛機構
カレン民族防衛機構（カレンみんぞくぼうえいきこう、ビルマ語: ကရင်အမျိုးသား ကာကွယ်ရေး အဖွဲ့အစည်း、スゴー・カレン語: ကညီဒီကလုာ်ဂၢၤသးကရၢ、英語: Karen National Defence Organisation、略称: KNDO）。カレン民族同盟 (KNU) の2つの主要な軍事組織の1つ。 もう1つはカレン民族解放軍（KNLA）。

## 結成
1947年7月17日に結成されたとされる。それ以前はカレン民族同盟防衛機構（Karen National Union Defence Organisation：KNUDO）と呼ばれており、戦後の権力の空白地帯を突いて急速に悪化する治安に対応するための、カレン族の自衛武装組織だった。当初、兵器は大戦中にイギリス軍から供給されたものを使っていた。

## 独立直後の内戦時
しかし、1948年1月4日にミャンマーが「ビルマ連邦」として独立した直後、ビルマ共産党（CPB）、人民義勇軍（PVO）が反乱を起こし、彼らに同調する者が国軍を離脱して反乱軍に加わり情勢が悪化すると、マン・バザン（Mahn Ba Zan）の指揮下、数百の地区や村の行政を掌握して「解放区」を設置し、ソー・ハンター・タムウェ（Saw Hunter Tha Hmwe）が管轄する「デルタ地帯」と、ソー・サンキー（Saw Sankey）が管轄する「東部」という2つの軍管区を設定して、徴兵や兵器の調達を行い始めた。兵器や機密情報はミャンマー軍（以下、国軍）内の内通者によって提供された。
同年8月31日、KNDOはモン族の武装組織・モン民族防衛機構（MNDO）とともに、タトンとモーラミャインを占拠した。ただしこれはKNU本部の指令にもとづかない部隊の単独行動で、ソー・バウジーらKNU幹部の働きかけにより、少数民族の要望を聞くための地方自治調査委員会を設置すると政府が提案すると、KNDO・MNDO部隊は1週間で両都市から撤退した。
スミス・ダンはKNDOの平和利用も考え、ウー・ヌにKNDOの部隊に兵器の所持を許可し、国軍が手薄な地域に駐屯させるように進言した。CPBの部隊がヤンゴン南西・トウテを占拠した際は、KNDOの部隊が国軍の掃討作戦に駆り出され、見事、これを駆逐した。
1949年1月30日、インセイン郡区で国軍との戦闘が発生すると、KNDOは非合法化された。インセインの戦いは112日間続いたが、結局、KNDOは撤退した。

## 村落防衛隊へ
1949年6月12日、KNU指揮下の軍隊はコートレイ武装隊（KAF）に再編されたが、KNDOは農村地帯を支配下に置いていた。しかし、1968年、ボー・ミャがKNUの正規軍をカレン民族解放軍（KNLA）に一元化すると、KNDOは予備兵からなる村落防衛隊に再編された。
1991年にカレン民族警察軍（Karen National Police Force：KNPF）が設立されると、治安維持はKNPFが担当し、KNDOは領土内の防衛部隊として存続することになった。現在、KNDO本部はKNUドゥプラヤ地区・コーカレイ郡区にあり、KNLAの7つの各旅団の領土に配置されている。各KNDO部隊に対する指揮権は、名目上はKNDO本部にあるが、実際はKNLA各旅団の指揮下にある。